# Ян Непомуцен Казимир Крупський
Ян Непомуцен Казимир Крупський (пол. Jan Nepomucen Kazimierz Krupski; *1799 р. -†травень, 1856 р.) — стенограф, письменник і журналіст. Засновник польської стенографії, автор першого підручника польською мовою з шахів.

## Життєпис
Походив з Познанського воєводства, завершив студіювання у Варшавському університеті.
У 1816 р. він почав свою працю в царині польської орфографії, що має безпосередній зв'язок зі стенографією.
Він досяг успішного результату після багаторічних досліджень у Польщі, коли опрацьовував щороку скоропис.
У 1828 р. він склав перший польський підручник геометричного скоропису. Його праця ґрунтувалася на його особистому досвіді в цій галузі після дослідження ним досвіду французьких та англійських стенографів.
У 1831 р. став редактором «Газети Варшавської» (пол. Gazeta Warszawska), а пізніше — «Газету щоденну» (пол. Gazeta codzienna). А також друкував свої статті.
У 1855—1856 рр. працював заступником директора бібліотекаря варшавської Духовної академії.
У той час, скоропис вважався секретним листуванням (див. «Тайнопис»). З цієї причини, а також через ризики, пов'язані з можливою відсутністю попиту на ринку продажу книжок, видавці не хотіли спішити публікувати досягнутий результат Яна Крупського в 1830-і роки. Книга «Польський скоропис» (пол. Stenografia polska) була опублікована вже по смерті пана Крупського у м. Варшаві у 1858 році. Ця його праця в собі мала теоретичну основу для творення системи стенографії. Згодом стенографування почали використовувати у роботі польського парламенту, Сеймі.
Після результатів роботи Яна Крупського стенографія у Польщі почала розвиватися в умовах життя Російської імперії (див. повстання 1794 р., повстання 1830—1831 рр., повстання 1863 р.), що мало значний вплив на розвиток пізніше системи геометричної та графічної стенографії. Також його праця вплинула на розвиток стенографії і в Україні (див. «Стенографія»).
Розробку Крупського порівнюють з системою скоропису Джона Віліса (*1575-†1628 рр.).
Крупський також написав перший підручник для гри у шахи польською мовою: «Стратегія шахова або практичний спосіб удосконалення гри у шахи», м. Варшава, 1835 р. (пол. Strategika szachowa czyli praktyczny sposób doskonalenia się w grze w szachy). Де він не копіюючи твори закордонних авторів надав власний метод, де підкреслив психологічні та педагогічні аспекти для успіху дітей та підлітків.

## Праці
- «Rozmaitości krajowe i zagraniczne», Tom 1-3, m. Warszawa, 1831 r. (пол.)
- «Łaźnie parowe rosyjskie uważane pod względem lekarskim i dietetycznym», m. Warszawa, 1835 r., 1838 r. (пол.)
- «Strategika szachowa czyli teoretyczny i praktyczny sposób doskonalenia się w grze szachów», m. Warszawa, 1835, 1836, 1844 (пол.)
- «Stenografia polska», m. Warszawa, 1858 r. (пол.)

та інші.